# Chiesa di Sant'Antonio Abate (Palestrina)
La chiesa Sant'Antonio abate è un luogo di culto cattolico di Palestrina, annesso all'ex convento dei padri carmelitani, risalente agli inizi del XVII secolo. Il progetto del convento e della chiesa è opera di Orazio Torriani per volere di padre Sebastiano Fantoni, fondatore, tra l'altro, della Biblioteca Fantoniana.  Dalla chiesa ogni 17 gennaio parte il corteo di carri, animali e carretti che sfilano per la città in occasione delle celebrazioni di Sant'Antonio.

## Un viaggio tra storia, fede e arte
Nel cuore di Palestrina sorge la Chiesa di Sant’Antonio Abate, luogo di culto ricco di storia e testimonianze artistiche. Le sue origini risalgono al XV secolo, quando fu costruita la prima chiesa per volontà di Stefano Colonna, durante l’episcopato del cardinale Giorgio Fieschi (1449-1453). L’edificio originario era orientato a nord, con ingresso a sud, e ospitava vari altari, tra cui quello maggiore dedicato alla Madonna del Carmine.

## Le trasformazioni del Cinquecento e Seicento
Intorno al 1570, il priore P. Alberto dal Forno commissionò a Roma un nuovo quadro della Madonna del Carmine, che venne collocato in una nicchia dorata e celebrato ogni 16 luglio. In quegli anni furono costruiti un nuovo coro e una sacrestia, con l’aggiunta di confessionali, candelieri in ottone e oggetti liturgici preziosi.
Nel 1620, il priore generale P. Sebastiano Fantoni – nativo di Palestrina – diede inizio ai lavori per una nuova chiesa, progettata dall’architetto Orazio Turriani. La vecchia struttura e alcune abitazioni vicine vennero demolite, e il terreno fu abbassato per armonizzare il livello del nuovo edificio con quello del convento.
Completata nel 1623, la chiesa fu consacrata il 1° settembre 1626 da Mons. Cacucci, arcivescovo di Efesto, per incarico del cardinale Domenico Ginnasi.

## Architettura e opere d’arte
La chiesa presenta una sola navata voltata e sei cappelle laterali. L’altare maggiore si innalza fino al primo cornicione, dominato dal quadro ligneo della Vergine del Carmelo del 1570, affiancato da angeli in bronzo dorato. Un secondo dipinto della Vergine, eseguito su rame e acquistato a Napoli, si trova nella cappella feriale accanto alla sacrestia.

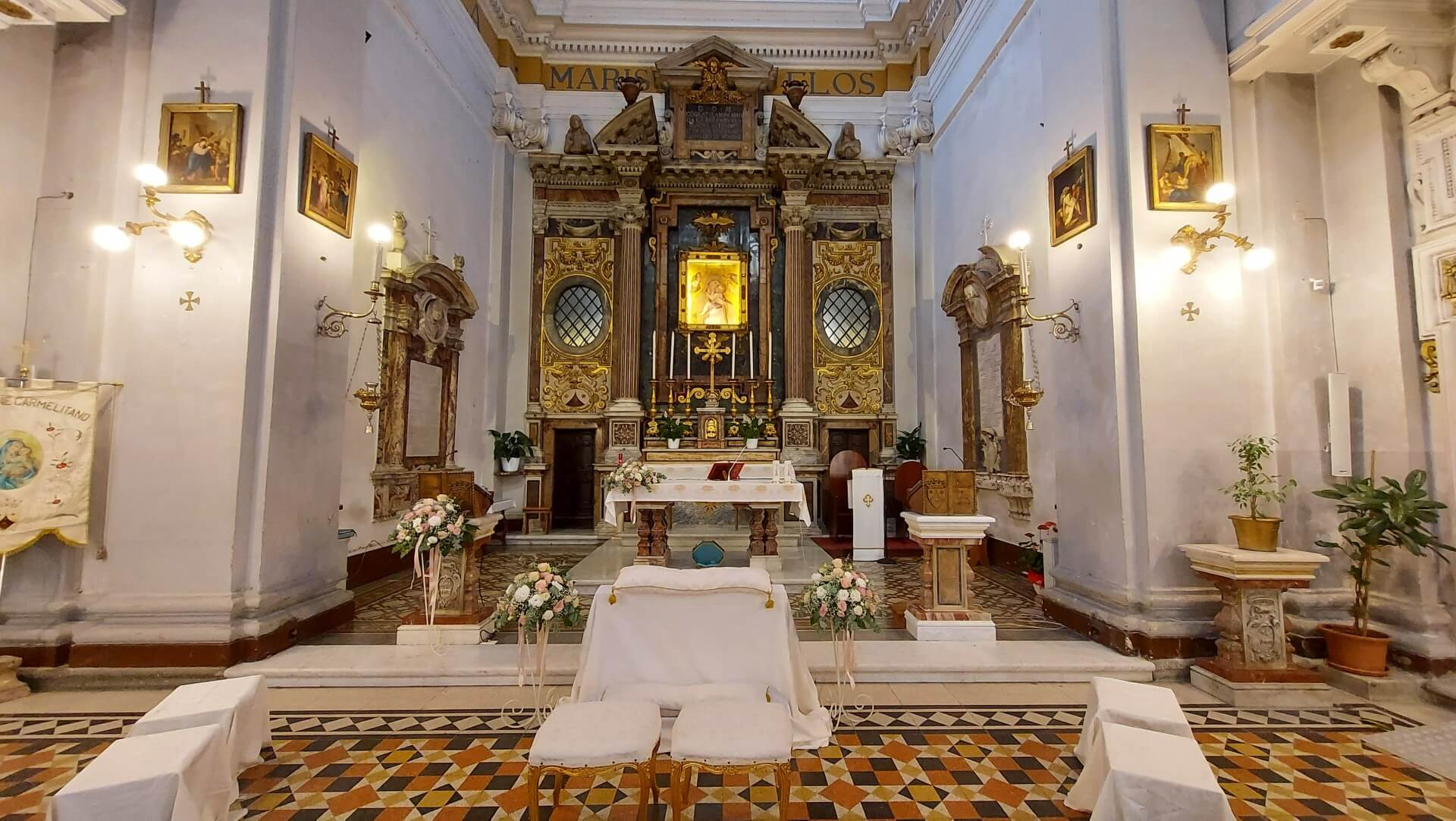
Altare maggiore

L’imponente facciata, interamente rivestita in marmo proveniente dal tempio di Serapide dell’antica Praeneste, è scandita da due grandi colonne e decorata con i busti in marmo bianco del Salvatore e della Madonna.

## Sepolture e memoria
All’interno della chiesa si trovano due sepolcri: sulla parete meridionale quello di P. Fantoni; su quella opposta la tomba del carmelitano Antonio Marinari, situata originariamente accanto al quadro di Santa Maria Maddalena de’ Pazzi, realizzato nell’anno della sua canonizzazione.

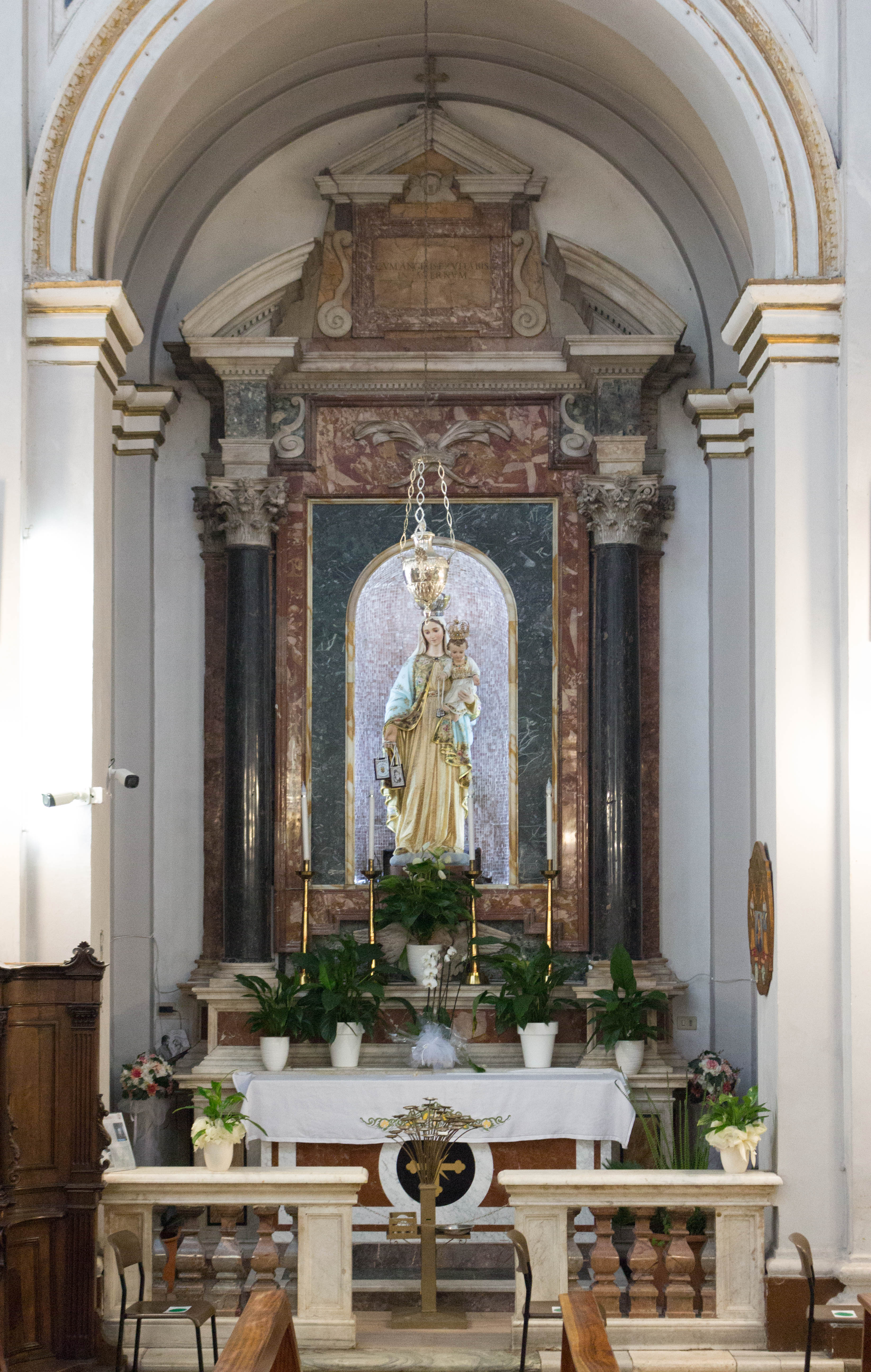
Cappella Confraternita del Carmine

## Le cappelle laterali

### Lato destro
- 1ª Cappella – Battistero  Contiene tre dipinti: Sant’Elia profeta (centrale), San Vito martire (a sinistra), e l’Arcangelo Raffaele (a destra).
- 2ª Cappella – Sant’Antonio Abate  La pala d’altare, raffigurante il santo, fu dipinta nel 1688 da Bernardino Balduino. Ai lati, le immagini di Santa Maddalena de’ Pazzi e San Pier Tommaso.
- 3ª Cappella – Sacro Cuore di Gesù  In origine dedicata a San Nicola da Bari, San Biagio e San Guarino. Sulle pareti: San Simone Stock che riceve lo scapolare dalla Madonna, e Sant’Alberto Avogadro che consegna la Regola a San Brocardo.

### Lato sinistro
- 1ª Cappella – Confraternita del Carmine  In passato ospitava l’Addolorata; oggi conserva la statua della Madonna del Carmine, portata in processione ogni anno a luglio. La nicchia fu decorata con un mosaico donato dalla famiglia di Angela Fatello, in Lulli.
- 2ª Cappella – Sant’Alberto di Sicilia  Sulla pala è raffigurato il santo; sulle pareti laterali: Sant’Avertano e il Beato Franco da Siena, entrambi carmelitani.
- 3ª Cappella – Crocifisso  Ospita una tela con Cristo in croce e una statua di San Pio da Pietrelcina molto venerata. Ai lati, le immagini di Sant’Anna e di Santa Brigida.